# Hagarville
Hagarville è un census-designated place (CDP) degli Stati Uniti d'America, situato in Arkansas, nella contea di Johnson. Secondo il censimento del 2020 gli abitanti di Hagarville ammontavano a 142.